# اسکات لش
اسکات لش (به انگلیسی Scott Lash، زادهٔ ۲۳ دسامبر ۱۹۴۵)  استاد جامعه‌شناسی و مطالعات فرهنگی در کالج گلداسمیت، دانشگاه لندن است. لش لیسانس روان‌شناسی را از دانشگاه میشیگان، فوق‌لیسانس جامعه‌شناسی را از دانشگاه نورث وسترن و دکترای خود را از مدرسه اقتصاد لندن دریافت کرد(۱۹۸۰). لش کار تدریس خود را به عنوان مدرس دانشگاه لنکستر آغاز کرد و در سال ۱۹۹۳ استاد شد. وی در سال ۱۹۹۸ به لندن رفت و پست فعلی خود را به عنوان مدیر مرکز مطالعات فرهنگی و استاد جامعه‌شناسی در کالج گلداسمیت بر عهده گرفت.

کارهای لش در جامعه‌شناسی و مطالعات فرهنگی تأثیرگذار بوده‌است. وی با رسانه‌های متعددی و سایر دانشگاهیان از جمله مقاله رادیو بی بی سی و در زمینه طراحی و فرهنگ با وی مصاحبه کرده است. وی از سال ۱۹۸۹ سردبیر مجله نظریه، فرهنگ و جامعه است. کار او با نویسنده همکار John Urry در جغرافیای فرهنگی بسیار مورد توجه قرار گرفته است و گیبسون بورل اظهار داشت که کار آنها "کتاب آنها (پایان سرمایه‌داری سازمان‌یافته) یک موفقیت بزرگ در "مجموعه" مواد بود و ۲۵ سال "وقایع" در برابر آن چندان ناخوشایند نبوده‌است."  آثار وی به ۱۵ زبان ترجمه شده‌است. او از سال ۱۹۹۶ پروژه‌های تحقیقاتی را در حوزه فناوری و رسانه کارگردانی کرده‌است.

### کتاب‌ها
1. کارگر ستیزه‌جو ، طبقه و رادیکالیسم در فرانسه و آمریکا، لندن: کتابهای آموزشی هاینمن، ۱۹۸۴.
2. پایان سرمایه‌داری سازمان‌یافته، کمبریج: کتابهای پولیتی، (با همکاری جان اوری)، ۱۹۸۷.
3. ماکس وبر، عقلانیت و مدرنیته، لندن: آلن و اونوین، (با ویرایش مشترک سام ویمستر)، ۱۹۸۷.
4. جامعه‌شناسی پست‌مدرنیسم، لندن: روتلج، ۱۹۹۰.
5. جامعه‌شناسی پست‌ساختارگرایی و پست‌مدرنیسم، ساسکس، ادوارد الگار، (ویرایش شده)، ۱۹۹۱.
6. مدرنیته و هویت، آکسفورد: بلک‌ول، (با همکاری جاناتان فریدمن)، ۱۹۹۲.
7. اقتصاد علائم و فضا، لندن: TCS، (نویسنده مشترک جان اوری)، سیج ۱۹۹۴.
8. بازسازی انعکاسی، کمبریج: مطبوعات پولیتی (نویسندگان مشترک اولریش بک و آنتونی گیدنز)، ۱۹۹۴.
9. مدرنیته‌های جهانی، لندن: TCS، (تدوین مشترک با م. فادرستون، ر. روبرتسون)، در ۱۹۹۵.
10. سنت‌زدایی، آکسفورد: بلک‌ول، (ویراستاری مشترک با پ. هیلس، پ. موریس)، ۱۹۹۶
11. ریسک، محیط و مدرنیته، لندن: TCS (تهیه کنندگی مشترک با ب. سرزینسکی، ب. وین)، سیج ۱۹۹۶.
12. زمان و ارزش، آکسفورد: بلک‌ول، (تدوین مشترک اندرو کوییک و ریچارد رابرتز)، ۱۹۹۸.
13. فضاهای فرهنگ: شهر، ملت، جهان، لندن: ، (ویراستاری مشترک م. فادرستون)، سیج ۱۹۹۹.
14. مدرنیته دیگر، عقلانیت متفاوت، آکسفورد: بلک‌ول، ۱۹۹۹.
15. نقد اطلاعات، لندن: ، (ترجمه اسپانیایی، ژاپنی، چینی)، سیج ۲۰۰۲.
16. شناخت و تفاوت: سیاست، هویت، چندفرهنگی (با همکاری م. فادرستون) لندن: سیج ۲۰۰۲.
17. صنعت فرهنگ جهانی: میانجی‌گری اشیا، کمبریج: سیاست، (نویسنده مشترک ج. لیوری)، ۲۰۰۷.
18. فرهنگ فشرده: نظریه اجتماعی، دین و سرمایه‌داری معاصر، لندن: سیج ۲۰۱۰.
19. چین در حال ساخت سرمایه داری: اقتصاد زندگی و تغییر شهری، لندن: روتلیج، (نویسندگان مشترک م. کیت، جی. آرنولدی، تی. روکر)، ۲۰۱۴.
20. تجربه: مبانی جدید علوم انسانی، کمبریج: پولیتی، ۲۰۱۸.

### مقاله‌ها
1. عقلانیت و آرزوی ارتباطی، تلوس ۶۱ (پاییز ۱۹۸۴). نیویورک: مطبوعات تلوس.
2. پس از زمان بودن، با اسکات لش و ا. کوئیک (ویراستاران)، زمان و ارزش، آکسفورد: بلک‌ول، ۱۹۹۸، صص ۱۴۷–۱۶۱.
3. پیامدهای بازتاب‌پذیری: به سوی نظریه‌ای از شی"، با جی. فیلیپ (ویراستار)، بازتاب و فرهنگ (لندن، پلوتو، ۱۹۹۸).
4. فرهنگ خطر، با باربارا آدام، اولریش بک و یوست ون لون (ویراستار)، جامعه خطر و فراتر از آن، لندن: سیج ۲۰۰۰، صص 47-62. ISBN 0-7619-6468-1.
5. اطلاعات انتقادی، مجله نقد علوم اجتماعی، جلد ۲۲، شماره، ۳.
6. اشکال فنی زندگی، نظریه، فرهنگ و جامعه، جلد ۱۸، شماره ۱، ۲۰۰۱.
7. شناخت یا تفاوت، نظریه، فرهنگ و جامعه، جلد ۱۸، شماره ۶، ۲۰۰۱.
8. از تجمع تا گردش: هنر جوان انگلیس و انجمن فرهنگ، با آرتورو رودریگز موراتو، انجمن فرهنگ، بارسلونا، ۲۰۰۲. (نویسنده مشترک جان مایلز)
9. رسانه‌های نوین: از خلاقیت تا مشاوره ، محیط زیست و برنامه‌ریزی A، جلد ۲۲، نوامبر ۲۰۰۲. (با آندریاس ویتل).
10. درک اشیا رسانه‌های جدید: از محتوا تا اتصال، با س. ولگار (ویراستار)، انجمن مجازی؟، آکسفورد: انتشارات دانشگاه آکسفورد، ۲۰۰۲. (با سی. لوری و ا. ویتل).
11. جامعه شناسی زندگی: جورج زیمل در عصر اطلاعات ، نظریه، فرهنگ و جامعه، جلد ۲۲، شماره ۳، ۲۰۰۵، صص ۱-۲۳.
12. قدرت پس از هژمونی: مطالعات فرهنگی در جهش؟" ، نظریه، فرهنگ و جامعه، ۲4 (3)، ۲۰۰۷، صص ۵۵-۷۸.
13. جامعه‌شناسی و تجربی، "مجله اروپا از نظریه اجتماعی"، جلد ۱۲ ، شماره ۱، ۲۰۰۹ ، صص ۱۷۵-۸۷.
14. تغییر شکل شکل: توپولوژی و تخیل اجتماعی، "نظریه، فرهنگ و جامعه"، جلد ۲۹، شماره ۴-۵ ، ۲۰۱۲ ، صص ۲۶۱-۲۸۷.
15. اخلاق و همبستگی: اقتصاد رابطه‌ای چین، با جی. کولتان (ویراستار) همبستگی و بحران اعتماد، گدانسک: مرکز همبستگی اروپا، ۲۰۱۶، صص ۱۲۱–۱۳۲. (http://www.ecs.gda.pl/title,pid,1471.html).

## آثار به فارسی
1. لش، اسکات: جامعه‌شناسی پست‌مدرنیسم، مترجم: حسن چاوشیان، تهران: مرکز، ۱۳۸۳/۰۱/۲۵، (چاپ ششم ۱۳۹۸/۱۱/۲۹)، ۴۱۶ صفحه. ISMN 978-964-305-754-1
2. لش، اسکات: جامعه‌شناسی پست‌مدرنیسم، مترجم: شاپور بهیان، تهران: ققنوس، ۱۳۸۳/۰۴/۰۹، (چاپ چهارم ۱۳۹۴/۱۰/۲۸)، ۴۱۶ صفحه. ISMN 978-964-311-496-1